# Theo Zwanziger
Pour les articles homonymes, voir Zwanziger.
Theo Zwanziger, né le 6 juin 1945 à Altendiez, est un avocat et dirigeant de football allemand. Il a été  président de la Fédération allemande de football (DFB) de 2006 à 2012.

## Carrière
Theo Zwanziger est un footballeur amateur jouant dans son club local du VfL Altendiez, jusqu'en 1975. Il étudie le droit à Mainz et est diplômé en droit fiscal et public. Entre 1980 et 1985, il travaille en tant que juge à Coblence avant de rejoindre le gouvernement de Rhénanie-Palatinat en tant que représentant du Union chrétienne-démocrate d'Allemagne (CDU).
En 1992, Zwanziger rejoint la fédération allemande de football dans son conseil d'administration. Il devient trésorier de la DFB en 2001 et vice-président en 2003. Pour sa contribution au football allemand, il reçoit la croix d'officier de l'ordre du Mérite de la République fédérale d'Allemagne en 2005. Le 8 décembre 2006, il est nommé coprésident de la DFB au côté de Gerhard Mayer-Vorfelder. Ce dernier devient en 2007 vice-président de l'UEFA et laisse à Zwanziger la présidence de la DFB.